# Michael Powell (cineasta)
Michael Powell (Bekesbourne, 30 de setembro de 1905 - Avening, 19 de fevereiro de 1990) foi um cineasta e roteirista inglês. Junto a Emeric Pressburger, formou a mais renomada dupla de diretores do cinema. Foi eleito o quarto maior diretor de cinema da história da Grã-Bretanha pelo jornal The Daily Telegraph.

## Filmografia

### Primeiros filmes
| Ano  | Título                   | Produção                                                    | Outras notas                                                                  |
| ---- | ------------------------ | ----------------------------------------------------------- | ----------------------------------------------------------------------------- |
| 1928 | Riviera Revels           | G. Ventimigla and Marcel Lucien                             | Uma série de curtas de comédia. Powell co-realizou com Harry Lachman          |
| 1930 | Caste *                  | Harry Rowson (Ideal)                                        | Não foi creditado como realizador, o realizador principal foi Campbell Gullan |
| 1931 | Two Crowded Hours *      | Film Engineering                                            |                                                                               |
| 1932 | My Friend the King *     | Film Engineering                                            |                                                                               |
| 1932 | Rynox                    | Film Engineering                                            |                                                                               |
| 1932 | The Rasp *               | Film Engineering                                            |                                                                               |
| 1932 | The Star Reporter *      | Film Engineering                                            |                                                                               |
| 1932 | Hotel Splendide          | Film Engineering. A Gaumont-British Picture Corporation Ltd |                                                                               |
| 1932 | C.O.D. *                 | Westminster Films                                           |                                                                               |
| 1932 | His Lordship             | Westminster Films                                           |                                                                               |
| 1933 | Born Lucky *             | Westminster Films                                           |                                                                               |
| 1934 | The Fire Raisers         | Gaumont-British                                             |                                                                               |
| 1934 | Red Ensign               | Gaumont-British                                             | Título nos EUA: Strike!                                                       |
| 1934 | Something Always Happens | Warner Brothers. First National Productions Ltd             |                                                                               |
| 1935 | The Girl in the Crowd *  | First National                                              |                                                                               |
| 1935 | Lazybones                | A Real Art Production                                       |                                                                               |
| 1935 | The Love Test            | Fox British                                                 |                                                                               |
| 1935 | The Night of the Party   | Gaumont-British Picture Corporation                         | Título nos EUA: The Murder Party                                              |
| 1935 | The Phantom Light        | A Gainsborough Picture                                      |                                                                               |
| 1935 | The Price of a Song *    | Fox British                                                 |                                                                               |
| 1935 | Someday *                | Warner British                                              | Também conhecido por Young Nowheres                                           |
| 1936 | Her Last Affaire         | New Ideal Productions Ltd                                   |                                                                               |
| 1936 | The Brown Wallet *       | Warner Brothers. First National                             |                                                                               |
| 1936 | Crown v. Stevens         | Warner Brothers. First National Productions Ltd             | Também conhecido por Third Time Unlucky                                       |
| 1936 | The Man Behind the Mask  | Joe Rock Studios                                            | relançado como Behind the Mask                                                |

### Principais filmes
Para além de curtas, Powell escreveu, produziu e realizou todos os seus filmes de 1942 a 1957 com Emeric Pressburger
| Ano  | Título                              | Companhia                                                                                           | Outras notas                                                                                                  |
| ---- | ----------------------------------- | --------------------------------------------------------------------------------------------------- | --- |
| 1937 | The Edge of the World               | Joe Rock Production                                                                                 | |
| 1939 | The Spy in Black                    | Harefield                                                                                           | Título nos EUA: U Boat 29                                                                                     |
| 1939 | Smith                               | D&P Productions. Embankment Fellowship Co.                                                          | Curta de 10 minutos                                                                                           |
| 1939 | The Lion Has Wings                  | London Film Productions                                                                             | Filmagem de documentário RAF com algumas partes ficcionais                                                    |
| 1940 | Contraband                          | British National                                                                                    | Título nos EUA: Blackout                                                                                      |
| 1940 | The Thief of Bagdad                 | Alexander Korda Films Inc.                                                                          | co-realizador                                                                                                 |
| 1941 | An Airman's Letter to His Mother    | | uma curta de 5 minutos                                                                                        |
| 1941 | 49th Parallel                       | Ortus Films (and Ministry of Information (United Kingdom))                                          | Título nos EUA: The Invaders                                                                                  |
| 1942 | One of Our Aircraft Is Missing      | The Archers. British National                                                                       | |
| 1943 | The Life and Death of Colonel Blimp | The Archers/ Independent Producers                                                                  | |
| 1943 | The Volunteer                       | The Archers. Ministry of Information (United Kingdom)                                               | uma curta de propaganda                                                                                       |
| 1944 | A Canterbury Tale                   | The Archers                                                                                         | |
| 1945 | I Know Where I'm Going!             | The Archers                                                                                         | |
| 1946 | A Matter of Life and Death          | The Archers                                                                                         | Título nos EUA: Stairway To Heaven                                                                            |
| 1947 | Black Narcissus                     | The Archers for Independent Producers Ltd.                                                          | |
| 1948 | The Red Shoes                       | The Archers                                                                                         | |
| 1949 | The Small Back Room                 | The Archers. London Films                                                                           | |
| 1950 | Gone to Earth                       | The Archers. London Films                                                                           | Título nos EUA: The Wild Heart (1952) – parte substancial de cenas adicionais realizadas por Rouben Mamoulian |
| 1950 | The Elusive Pimpernel               | London Film Productions (and The Archers)                                                           | Título nos EUA: The Fighting Pimpernel                                                                        |
| 1951 | The Tales of Hoffmann               | British Lion Film Corporation (with Vega Productions and The Archers)                               | |
| 1955 | Oh... Rosalinda!!                   | Associated British Picture Corporation. Michael Powell and Emeric Pressburger                       | |
| 1956 | The Sorcerer's Apprentice           | 20th Century-Fox Film Corporation/ Norddeutscher Rundfunk                                           | um ballet curto                                                                                               |
| 1956 | The Battle of the River Plate       | Arcturus Productions. Michael Powell and Emeric Pressburger                                         | Título nos EUA: The Pursuit of the Graf Spee                                                                  |
| 1957 | Ill Met by Moonlight                | Michael Powell and Emeric Pressburger for Rank Organisation Film Productions (and Vega Productions) | Título nos EUA: Night Ambush                                                                                  |
| 1959 | Luna de Miel                        | MIchael Powell Production for Suevia Films-Cesario Gonsalez (Spain)/Everdene (GB)                   | Também conhecido por Honeymoon                                                                                |
| 1960 | Peeping Tom                         | Michael Powell Production                                                                           | |
| 1961 | The Queen's Guards                  | Imperial. Michael Powell Production                                                                 | |
| 1963 | Herzog Blaubarts Burg               | Süddeutscher Rundfunk. Norman Foster Produktion                                                     | Também conhecido por Bluebeard's Castle                                                                       |
| 1966 | They're a Weird Mob                 | Williamson (Australia)/ Michael Powell Production                                                   | Pressburger escreveu o guião como Richard Imrie                                                               |
| 1969 | Age of Consent                      | Nautilus Productions                                                                                | |
| 1972 | The Boy Who Turned Yellow           | Roger Cherrill Ltd for the Children's Film Foundation                                               | Guião de Pressburger                                                                                          |
| 1978 | Return to the Edge of the World     | Poseidon Films/ BBC Television                                                                      | Para a TV Britânica, com o original The Edge of the World                                                     |

### Televisão
Powell também realizou episódios da série de Tv The Defenders, Espionage e The Nurses.
| Ano  | Título                           | Produção             | Outras notas                       |
| ---- | -------------------------------- | -------------------- | ---------------------------------- |
| 1963 | Never Turn Your Back on a Friend | Herbert Brodkin Ltd. | Episódio para a série Espionage    |
| 1964 | The Frantick Rebel               | Herbert Brodkin Ltd. | Episódio para a série Espionage    |
| 1964 | A Free Agent                     | Herbert Brodkin Ltd. | Episódio para a série Espionage    |
| 1965 | The Sworn Twelve                 |                      | Episódio para a séri The Defenders |
| 1965 | A 39846                          |                      | Episódio para a séri The Nurses    |

### Trabalhos como não realizador
Powell também se envolveu nos seguintes filmes como não realizador:
- The Silver Fleet (1943) – Produtor
- The End of the River (1947) – Produtor
- Aila, pohjolan tytär (também conhecido por Arctic Fury) (1951) – Produtor
- Sebastian (1968) – Produtor
- Pavlova – A Woman for All Time (1983) – Produtor Associado